# Tomelillabygdens församling
Tomelillabygdens församling är en församling i Ljunits, Herrestads, Färs och Österlens kontrakt i Lunds stift. Församlingen ligger i Tomelilla kommun i Skåne län och utgör ett enförsamlingspastorat.

## Administrativ historik
Församlingen bildades 2002 genom sammanslagning av Tomelilla församling, Tryde församling, Ramsåsa församling, Ullstorps församling och Benestads församling och utgör sedan dess ett enförsamlingspastorat. Församlingens område är samma som Tomelilla köping hade från 1952 till 1968.

## Kyrkor
- Tomelilla kyrka
- Benestads kyrka
- Tryde kyrka
- Ramsåsa kyrka
- Ullstorps kyrka